# Katedrála svatého Michaela (Alba Iulia)

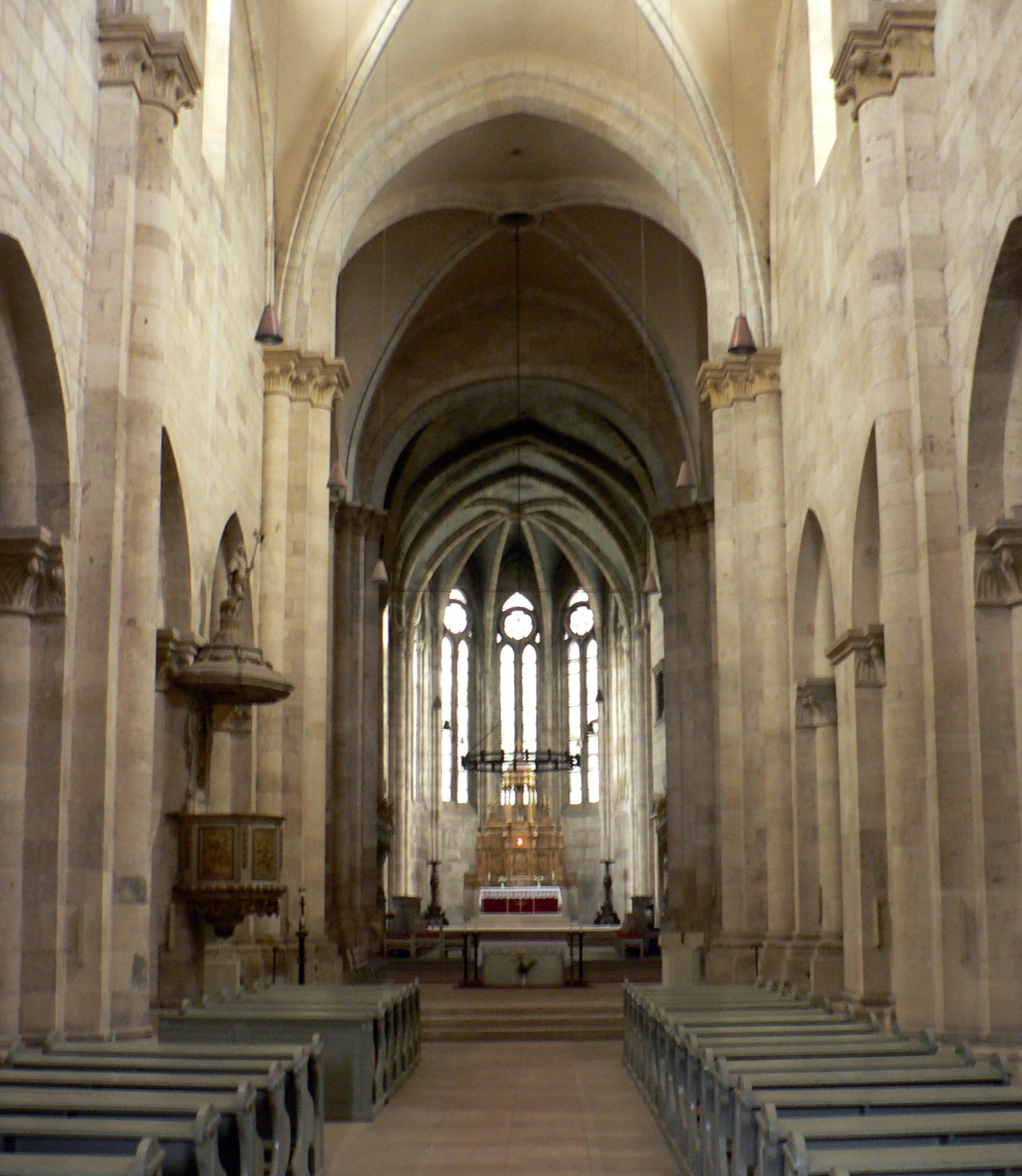
Interiér

Katedrála svatého Michaela (rum. Catedrala Sfântul Mihail) v rumunském městě Alba Iulia, je římskokatolický biskupský kostel arcibiskupství Alba Iulia. Románsko-gotická bazilika patří k nejvýznamnějším středověkým stavbám Sedmihradska. Je také národní památkou pro Maďary a po zakladateli Štěpánu I. ji nazývají Székesegyház a Szent István király.

## Historie
Komplex katedrály a biskupské rezidence byl postaven po založení biskupství v roce 1009. Katedrála byla během tatarského vpádu v roce 1241 těžce poškozená a bylo zapotřebí nové budovy. Ta byla postavena ve dvou etapách 1246-1291 a 1320-1356. V 15. století János Hunyadi určil katedrálu za rodinnou hrobku a nechal ji zrestaurovat. V 16. století byly namalovány vnitřní fresky a přistavěna renesanční kaple na severní straně. Od poloviny 16. století byla katedrála pod správou kalvínské církve a část vybavení byla zničena. Za Habsburků byla katedrála a diecéze v roce 1700 opět pokatoličtěna. Po začlenění Transylvánie do Rumunského království, byla v letech 1921-1923 v bezprostřední blízkosti postavena rumunsko-ortodoxní Korunovační katedrála.

## Popis
Svatý Michael je trojlodní bazilika s příčnou lodí. Masivní západní loď je převážně v románském stylu. Ze dvou plánovaných věží byla postavena jen jižní; dnešní podoba je dílem několika století. Na štítu portálu jsou čtyři sochy světců z 18. století. Oblouky a klenby lodi jsou raně gotické, chór je pozdně gotický. Z mobiliáře vynikají především dva románské reliéfy archanděla Michaela, gotická Pieta, kazatelna a barokní chórové lavice. Varhany s 2209 píšťalami byly postaveny v roce 1877 Istvanem Kolonicsem.
V katedrále je mnoho uměleckých náhrobků:
- János Hunyadi, uherský politik († 1456)
- Ladislav Hunyadi († 1457)
- Georg Martinuzzi, klerik a politik († 1551)
- Ferenc Kendi († 1558)
- Isabela Jagellonská, uherská královna († 1559)
- Jan Zikmund Zápolský, uherský král († 1571)

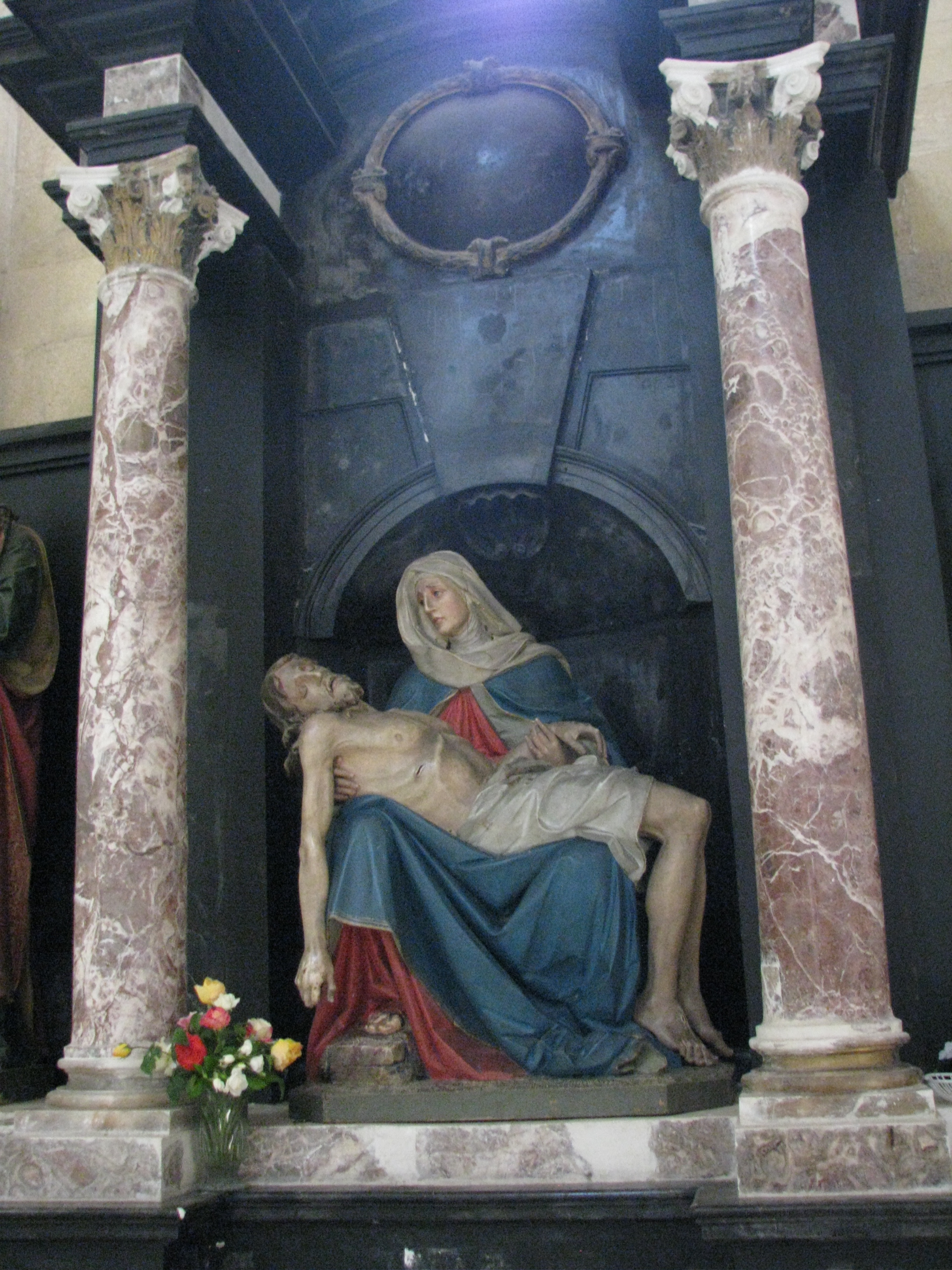
Pieta
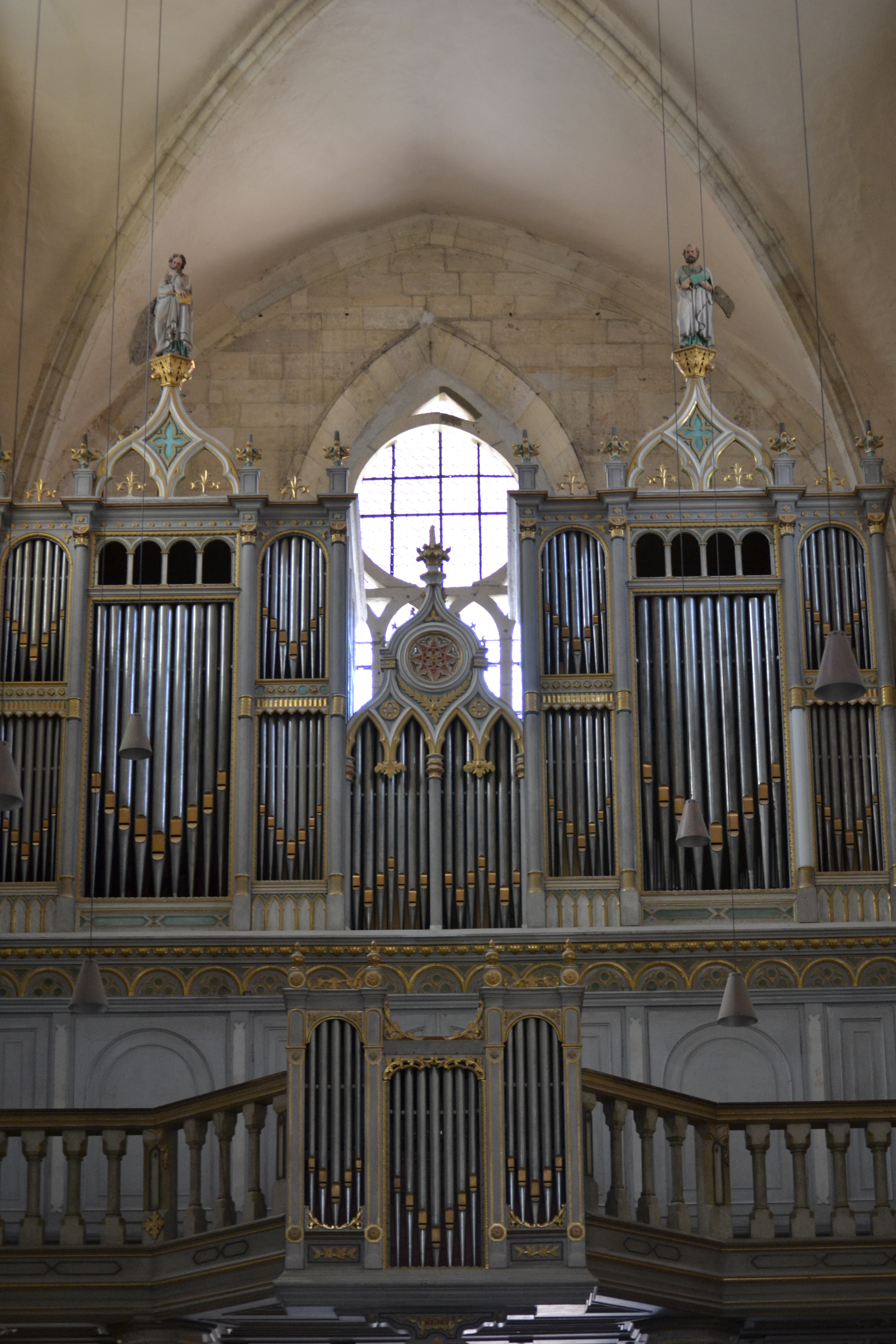
Varhany
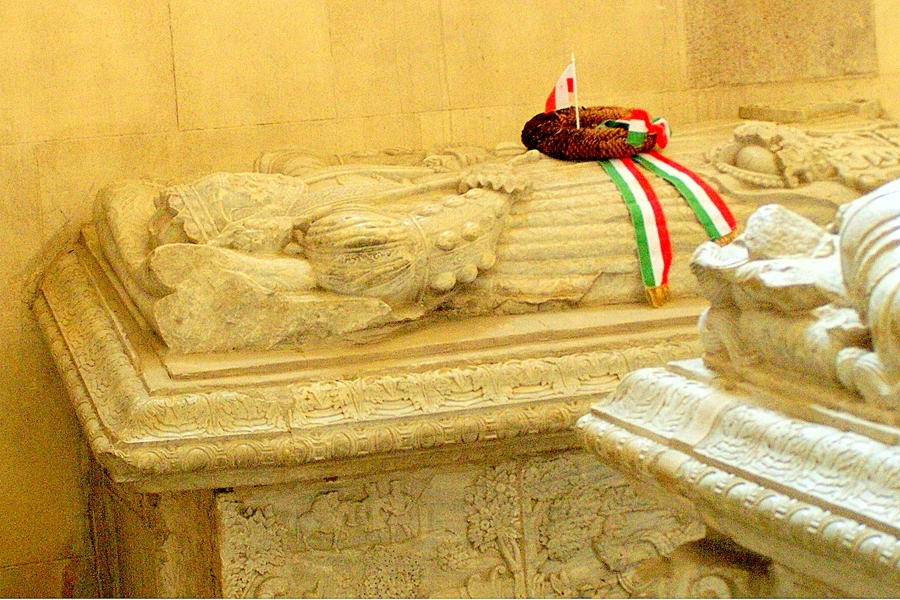
Náhrobek Isabely Jagellonské